# شاندريان 3
شاندريان 3 هي المهمة الثالثة لاكتشاف القمر من قبل منظمة البحوث الفضائية الهندية. انطلقت المهمة في في 14 يوليو 2023، بعدما كانت الخطة إطلاقها في الربع الثالث من 2022. تتألف شاندريان 3 من مركبة هبوط تُدعى فيكرام ومركبة جوالة تُدعى براجيان، تشبه تلك الموجودة في مهمة تشاندرايان-2. حملت وحدة الدفع تكوين مركبة الهبوط والمركبة الجوالة إلى مدار القمر استعدادًا لهبوط مركبة الهبوط بالطاقة.
هبطت مركبة الإنزال والمركبة الجوالة في منطقة القطب الجنوبي للقمر في 23 أغسطس 2023 الساعة 18:02 بتوقيت الهند، مما جعل الهند أول دولة تنجح في الهبوط بمركبة فضائية بالقرب من القطب الجنوبي للقمر ورابع دولة تجري هبوطًا ناعمًا على القمر.

## خلفية
في 22 يوليو 2019، أطلقت منظمة أبحاث الفضاء الهندية تشاندرايان-2 على متن مركبة الإطلاق Mark-3 (LVM3) التي تتكون من مركبة مدارية ومركبة هبوط ومركبة جوالة. وكان من المقرر أن تهبط مركبة الهبوط على سطح القمر في سبتمبر 2019 لنشر المركبة الجوالة براغيان. تحطمت مركبة الهبوط في النهاية عندما انحرفت عن مسارها المقصود أثناء محاولتها الهبوط.
بعد تشاندرايان 2، تم اقتراح تشاندرايان 3 ومهمات قمرية أخرى.
وتدعم شبكة التتبع الفضائي الأوروبية (ESTRACK)، التي تديرها وكالة الفضاء الأوروبية (ESA)، المهمة. وبموجب ترتيب جديد للدعم المتبادل، يمكن توفير دعم التتبع لوكالة الفضاء الأوروبية لمهام منظمة أبحاث الفضاء الهندية القادمة مثل تلك الخاصة بأول برنامج رحلات فضائية بشرية في الهند، Gaganyaan، ومهمة أبحاث الطاقة الشمسية Aditya-L1. وفي المقابل، ستتلقى بعثات وكالة الفضاء الأوروبية المستقبلية دعمًا مماثلاً من محطات التتبع التابعة لمنظمة أبحاث الفضاء الهندية.

## أهداف
كانت أهداف مهمة منظمة أبحاث الفضاء الهندية فيما يتعلق بشاندريان 3 هي:
- جعل مركبة الهبوط تهبط بأمان وهدوء على سطح القمر.
- مراقبة وإظهار قدرات القيادة للمركبة على القمر.
- إجراء ومراقبة التجارب على المواد المتوفرة على سطح القمر لفهم تكوين القمر بشكل أفضل.[13]

## مركبة فضائية

### تصميم

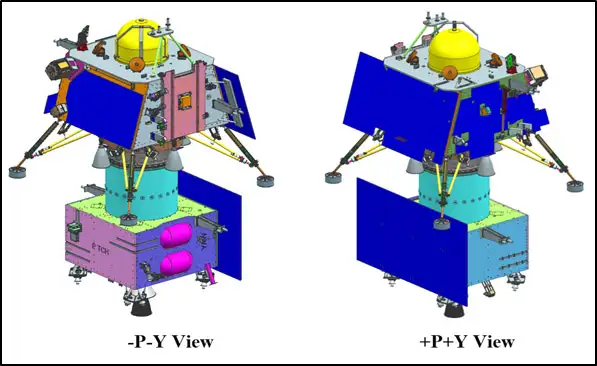
وحدة تشاندرايان-3 المتكاملة

يتكون شاندريان 3 من ثلاثة مكونات رئيسية:

#### وحدة الدفع

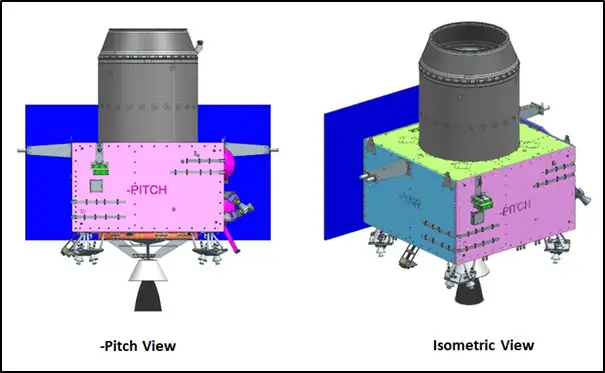
وحدة الدفع شاندرايان-3

تحمل وحدة الدفع تكوين مركبة الهبوط والمركبة الجوالة إلى مدار قمري بطول 100 كيلومتر (62 ميل). وهو عبارة عن هيكل يشبه الصندوق مع لوحة شمسية كبيرة مثبتة على جانب واحد وهيكل تثبيت أسطواني لمركبة الهبوط (مخروط المحول المتعدد الوحدات) في الأعلى.

#### محرك الهبوط

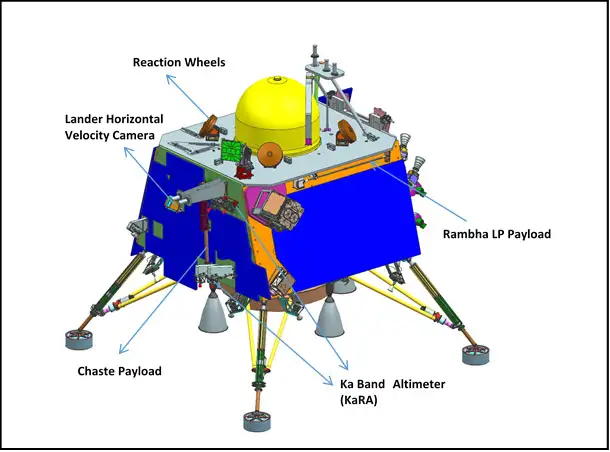
محرك الهبوط لتشاندرايان-3

إن مركبة الهبوط فيكرام هي المسؤولة عن الهبوط السلس على سطح القمر. كما أنها على شكل صندوق، ولها أربع أرجل هبوط وأربعة محركات هبوط قادرة على إنتاج 800 نيوتن من الدفع لكل منها. وهي تحمل المركبة الفضائية وأدوات علمية مختلفة لإجراء التحليل في الموقع.
تحتوي مركبة الهبوط شاندريان 3 على أربعة محركات ذات دفع متغير مع قدرات تغيير معدل الدوران، على عكس مركبة الهبوط شاندريان 2، التي كانت تحتوي على خمسة محركات، مع تثبيت المحرك الخامس مركزيًا وقادرًا فقط على الدفع الثابت. تمت إزالة أحد الأسباب الرئيسية لفشل هبوط شاندريان 2، وهو زيادة الموقف أثناء مرحلة انحراف الكاميرا، من خلال السماح لمركبة الهبوط بالتحكم في الموقف والدفع خلال جميع مراحل الهبوط. تم زيادة معدل تصحيح الموقف من 10° كل ثانية في شاندريان 2 إلى 25° كل ثانية مع شاندريان 3. بالإضافة إلى ذلك، سيتم تجهيز مركبة الهبوط شاندريان 3 بمقياس سرعة دوبلر بالليزر (LDV) للسماح بقياس الموقف في 3 اتجاهات. لقد أصبحت أرجل التأثير أقوى مقارنةً بشاندريان 2 وتم تحسين تكرار الأجهزة. وسوف تستهدف منطقة هبوط أكثر دقة تبلغ 4 كم (2.5 ميل) في 4 كم (2.5 ميل) بناءً على الصور التي قدمتها مسبقًا الكاميرا المدارية عالية الدقة (OHRC) على متن المركبة المدارية شاندريان 2. قامت منظمة أبحاث الفضاء الهندية بتحسين الصلابة الهيكلية، وزيادة الاقتراع في الأجهزة، وزيادة تواتر البيانات ونقلها، وإضافة أنظمة طوارئ متعددة إضافية لتحسين قدرة الهبوط على البقاء في حالة حدوث أعطال أثناء الهبوط والهبوط.

#### مركبة

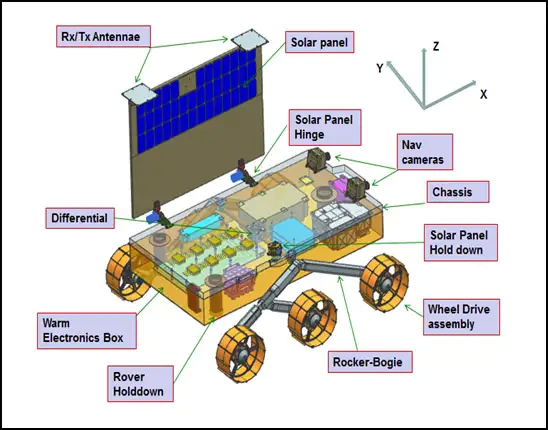
المركبة الجوالة تشاندرايان-3 براغيان

إن مركبة براغيان هي مركبة ذات ست عجلات وتبلغ كتلتها 26 كيلوغراما (57 رطلا). يبلغ حجمها 917 ملم (3.009 قدم) × 750 ملم (2.46 قدم) × 397 ملم (1.302 قدم).
ومن المتوقع أن تأخذ المركبة قياسات متعددة لدعم البحث في تكوين سطح القمر، ووجود الجليد المائي في التربة القمرية، وتاريخ التأثيرات القمرية، وتطور الغلاف الجوي للقمر.